# Ramla (stacja kolejowa)
Ramla (hebr. תחנת הרכבת רמלה, Tachanat ha-rakevet Ramla; oficjalna pisownia w ang. Ramla Railway Station) – stacja kolejowa w Ramli, w Izraelu. Jest położona przy drodze ekspresowej nr 44.

## Historia

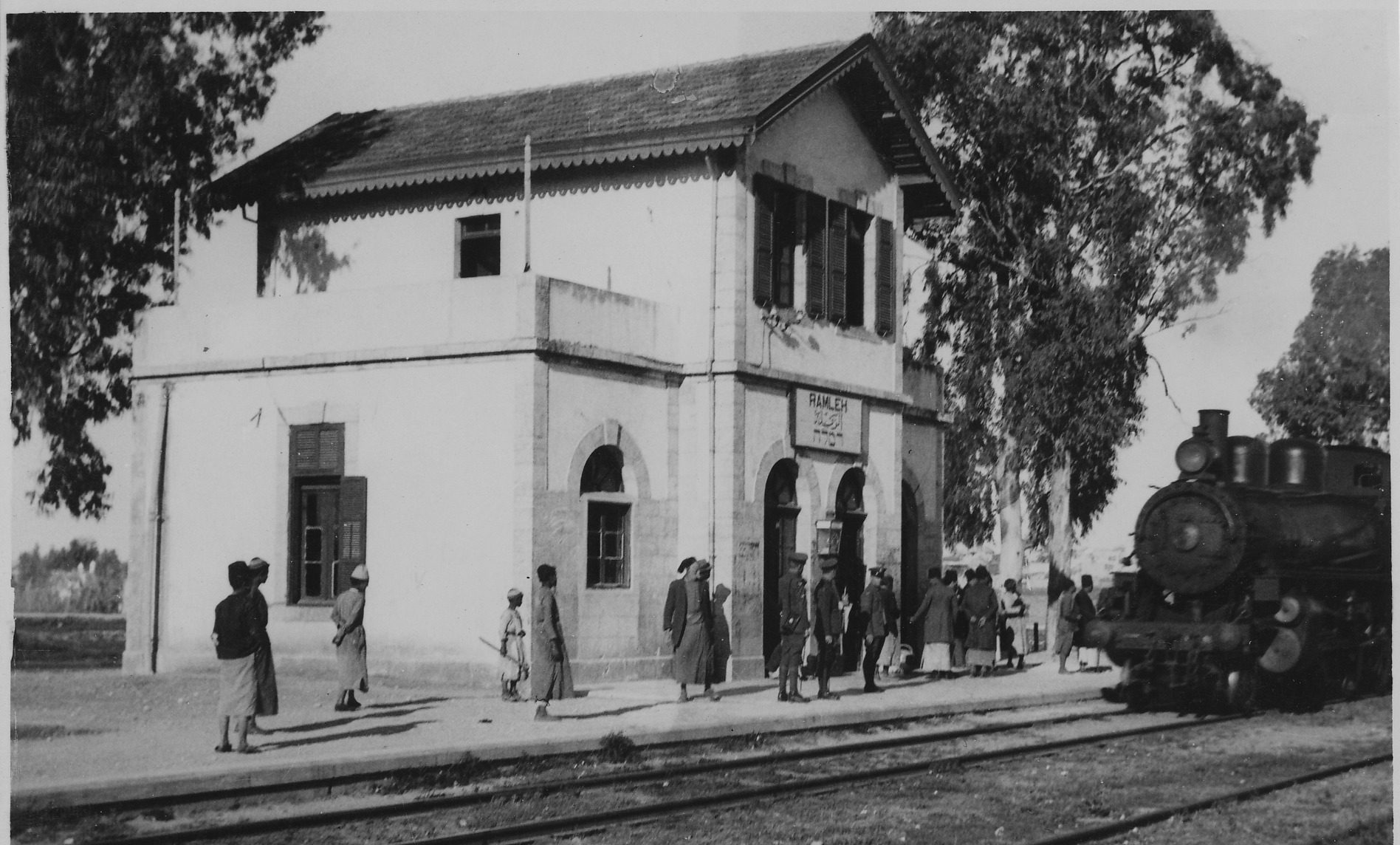
Stary budynek stacji kolejowej w Ramli (1930)

Plan stacji

Stacja kolejowa została wybudowana w kwietniu 1891 jako część linii kolejowej łączącej Jafę z Jerozolimą.
W ramach starć żydowsko-arabskich, w dniu 27 maja 1947 członkowie żydowskiej organizacji paramilitarnej Irgun zdetonowali bombę na dworcu kolejowym w Ramli. Budynek został wówczas całkowicie zniszczony. Po zakończeniu I wojny izraelsko-arabskiej, w 1950 wybudowano nowy betonowy budynek dworca.
W dniu 14 sierpnia 1998 z powodu pogarszających się warunków technicznych torów, władze zamknęły linię kolejową do Jerozolimy. Oznaczało to równoczesne zamknięcie stacji kolejowej w Ramli. W 2001 podjęto decyzję o budowie nowej stacji kolejowej, która miała się znajdować na zachód od swojej pierwotnej lokalizacji. Nowa lokalizacja była o wiele bardziej korzystna, ponieważ znajdowała się bliżej centrum miasta, oraz obok dworca autobusowego Ramli. W dniu 12 kwietnia 2003 odbyła się uroczystość otwarcia nowej stacji kolejowej, a 9 kwietnia 2005 wznowiono kursowanie pociągów.

## Dane ogólne
Stacja kolejowa Ramla jest obsługiwana przez izraelskie państwowe przedsiębiorstwo transportu publicznego Rakewet Jisra’el.
Stacja posiada jeden peron i jeden tor. Peron obsługuje pociągi poruszające się w obu kierunkach. Stacja jest dostępna od strony ulicy Eli Cohen.
Stacja jest przystosowana dla osób niepełnosprawnych . Tuż przy stacji jest przystanek autobusowy i parking na około sto pięćdziesiąt samochodów.

## Połączenia
Pociągi z Ramli jadą do Jerozolimy i Bet Szemesz oraz do Lod, Tel Awiwu, Bene Berak, Petach Tikwy, Rosz ha-Ajin i Kefar Sawy.